# エッシェン
エッシェン（標準ドイツ語：Eschen, アレマン語（リヒテンシュタイン方言）：Escha（エッシャ））は、リヒテンシュタインの北に位置する基礎自治体である。

## 地理
休止中の駅を除くと、国内最北端・最東端の駅であるオーストリア国鉄401号線フォアアールベルク線ネンデルン駅がある。
2020年の調査によると、エッシェンの人口は4509人（男性2246人、女性2263人）で面積は10.3km2だった。リヒテンシュタインで4番目に大きい基礎自治体である。